# Villard (Haute-Savoie)
Villard ist eine französische Gemeinde im Département Haute-Savoie in der Region Auvergne-Rhône-Alpes.

## Geographie
Villard liegt auf 806 m, etwa 23 Kilometer östlich der Stadt Genf (Luftlinie). Das Dorf erstreckt sich leicht erhöht am östlichen Talrand im Vallée Verte, am Westfuß der Pointe de Miribel, in den nordwestlichen Savoyer Alpen.
Die Fläche des 7,42 km² großen Gemeindegebiets umfasst den zentralen Abschnitt des Vallée Verte. Die nordwestliche Grenze verläuft entlang der Menoge, welche das Tal nach Südwesten zur Arve entwässert. Die Menoge besitzt hier einen flachen Talboden von ungefähr 300 bis 500 m Breite. Vom Flusslauf erstreckt sich der Gemeindeboden nach Osten über die angrenzenden Waldhänge und Bergweiden auf das Plateau von Plaine Joux und bis auf die Pointe de Miribel, auf der mit 1581 m die höchste Erhebung von Villard erreicht wird.
Zu Villard gehören verschiedene Weilersiedlungen, darunter Sèchemouille (781 m) und La Gruaz (792 m) im Talboden sowie Le Bourgeau (845 m) und Les Crosats (934 m) am Hang oberhalb des Dorfes. Nachbargemeinden von Villard sind Burdignin und Habère-Lullin im Norden, Mégevette und Onnion im Osten, Bogève im Süden sowie Boëge im Westen.

## Geschichte
Im Mittelalter gehörte Villard zum Gebiet der Herren von Faucigny. Mit dem Kanton Boëge wechselte das Dorf 1939 vom Arrondissement Bonneville zum Arrondissement Thonon-les-Bains.

## Sehenswürdigkeiten
Die Dorfkirche im neoklassizistischen Stil mit einem Zwiebelturm wurde im 18. Jahrhundert erbaut.

## Bevölkerung
| Jahr                       | 1962 | 1968 | 1975 | 1982 | 1990 | 1999 | 2004 |
| Einwohner                  | 440  | 473  | 444  | 468  | 521  | 666  | 728  |
| Quellen: Cassini und INSEE |      |      |      |      |      |      |      |

Mit 960 Einwohnern (Stand 1. Januar 2022) gehört Villard zu den kleinen Gemeinden des Département Haute-Savoie. Seit Beginn der 1980er Jahre wurde dank der schönen Wohnlage ein kontinuierliches starkes Wachstum der Einwohnerzahl verzeichnet. Außerhalb des alten Ortskerns entstanden zahlreiche Einfamilienhäuser.

## Wirtschaft und Infrastruktur
Villard ist noch heute ein überwiegend landwirtschaftlich geprägtes Dorf. Daneben gibt es verschiedene Betriebe des lokalen Kleingewerbes. Einige Erwerbstätige sind Wegpendler, die in den größeren Ortschaften der Umgebung, vor allem im Raum Genf-Annemasse, ihrer Arbeit nachgehen.
Die Ortschaft liegt an der Verbindungsstraße, die von Thonon-les-Bains über den Col de Cou nach Fillinges im Arvetal führt. Weitere Straßenverbindungen bestehen mit Burdignin und Viuz-en-Sallaz.